# Pfarrkirche St. Josef zu Margareten

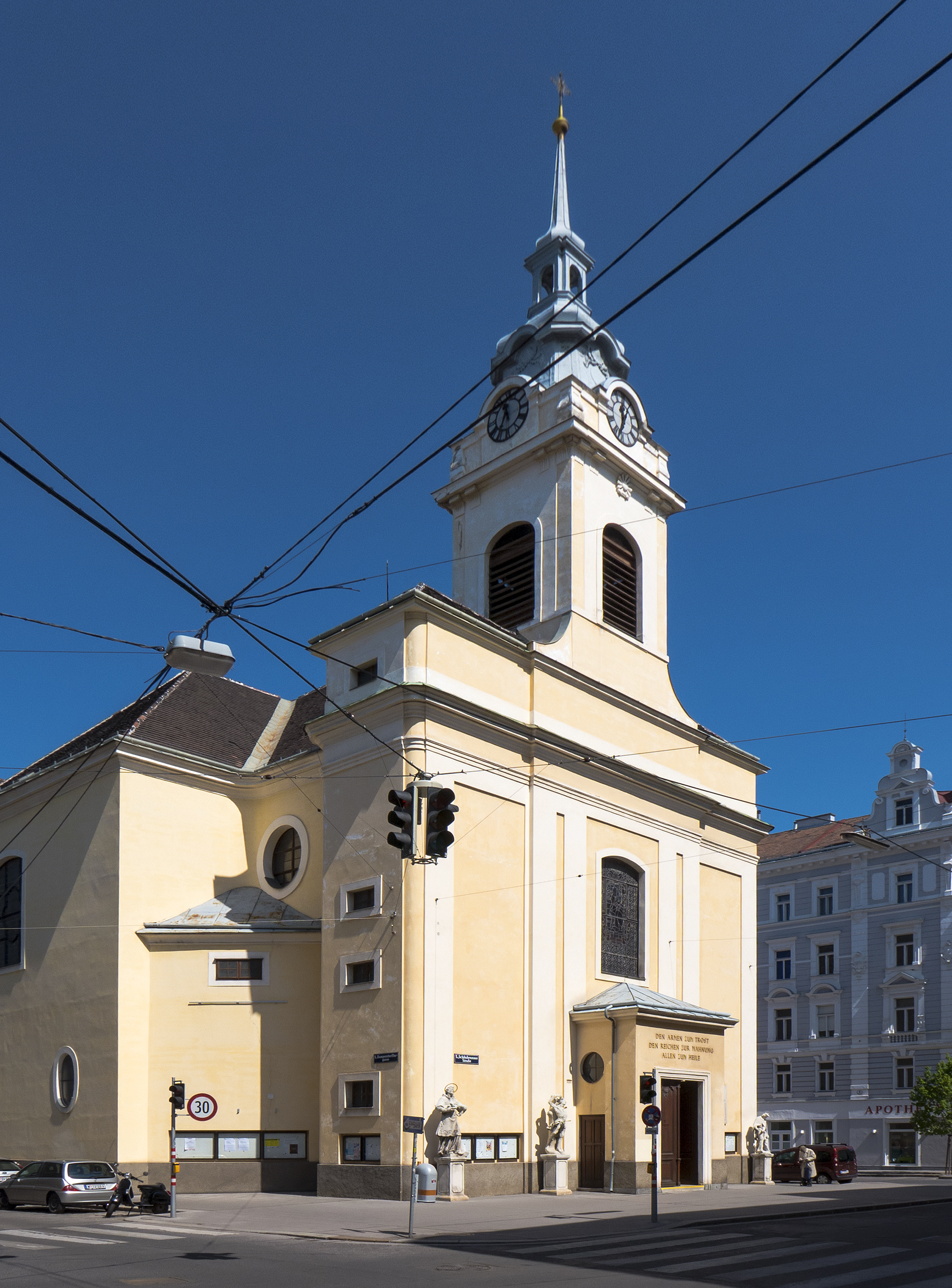
Pfarrkirche hl. Josef in Margareten

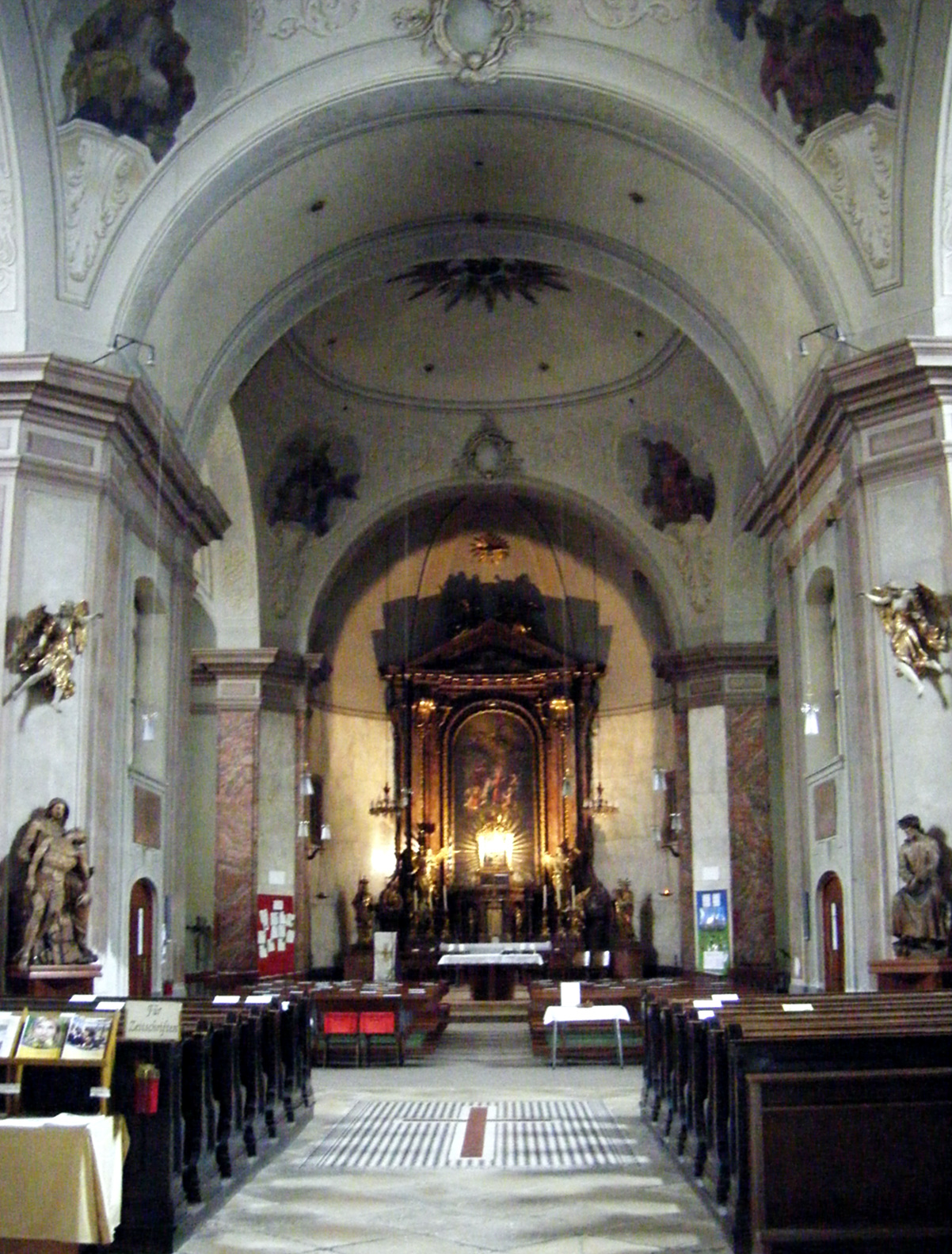
Langhausinneres zum Chor

Die Pfarrkirche St. Josef zu Margareten steht an der Schönbrunner Straße Ecke Ramperstorffergasse im 5. Wiener Gemeindebezirk Margareten. Die römisch-katholische Pfarrkirche hl. Josef gehört zum Stadtdekanat 4/5 im Vikariat Wien Stadt in der Erzdiözese Wien. Die Kirche steht unter Denkmalschutz.

## Geschichte
Die Kirche wurde an der Stelle der Krankenhauskapelle des Sonnenhofes von 1765 bis 1769 mit dem Baumeister Franz Duschinger erbaut, 1771 geweiht und 1783 zur Pfarrkirche erhoben. 1903 wurde ein Portalvorbau errichtet und ein Turm aufgesetzt. 1911/1912 wurde die Kirche durch das Anfügen eines zweiten Joches erweitert. Von 1957 bis 1959 erfolgte am Chor der Anbau eines Pfarrheimes. 1933 und 1955 waren Restaurierungen.

## Architektur
Der spätbarocke Kirchenbau hat eine Turmfassade mit einem seichten Mittelrisalit und einer Rahmengliederung mit einem verkröpften Kranzgesims, hat einen auf einer Attika aufgesetzten Turm aus 1903 mit rundbogigen Schallfenstern, Uhren und einen geschweiften Helm mit Laterne. Davor stehen vier Steinfiguren der Heiligen Stephanus, Sebastian, Rochus und Johannes Nepomuk aus dem 2. Viertel des 18. Jahrhunderts auf Postamenten, welche von der Johannes-Nepomuk-Kapelle an der Schönbrunner Linie hierher übertragen wurden. Weiteres steht vor der Portalseite eine Steinfigur Margarete aus dem Anfang des 18. Jahrhunderts. Eine Gedenktafel zur Erinnerung an die Einsegnung Franz Schuberts zeigt ein Portraitrelief von Robert Ullmann (1928).
Zwei kreuzförmige überkuppelte Raumeinheiten mit halbkreisförmiger Apsis und ein halbrund schließendes Eingangsjoch bilden das Kircheninnere. Über dem Eingangsjoch ist eine stichkappenunterwölbte Orgelempore mit einer seitlich vorgezogenen Brüstung. Die Wände sind mit Pilastern, Rahmenfeldern und einem gekröpften Gesims gegliedert. Die Decken sind Hängekuppeln, die Kreuzarme sind tonnengewölbt. In den Gewölbezwickeln sind Wandgemälde Rupert mit R. Sagmeister bezeichnet, Leopold, Clemens, Heiliger und Evangelisten. Die Kuppelscheitel zeigen Strahlenkränze. Die Glasfenster aus dem Anfang des 20. Jahrhunderts zeigen figurale Darstellungen von Heiligen, in der Apsis Ochsenaugen mit Blumenvasen in Rahmungen und an der Empore Cäcilia (1913).

## Ausstattung

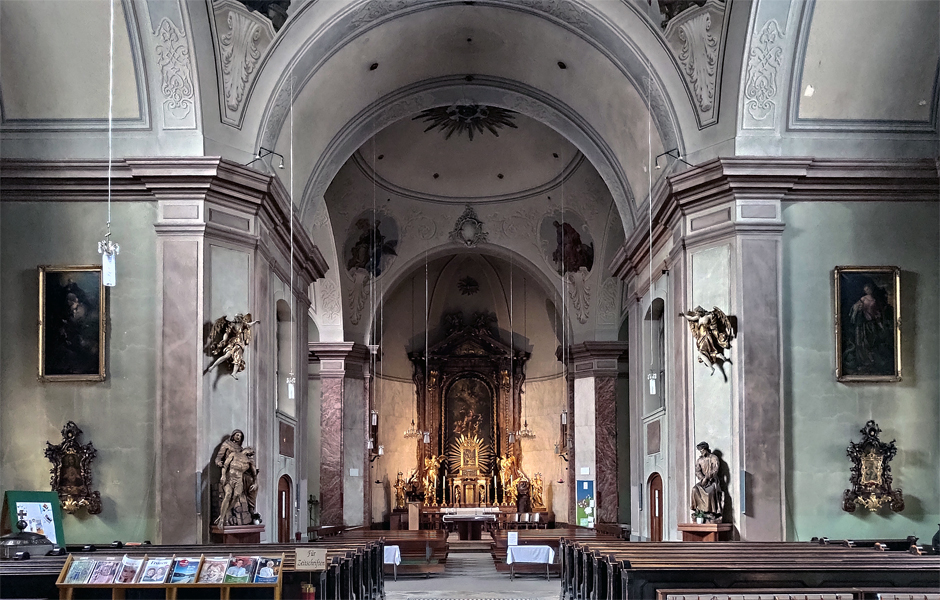
Innenansicht

Die Altäre entstanden nach Entwürfen des Architekten Johann Ferdinand Hetzendorf von Hohenberg (1771). Der Hochaltar in Ädikulenform mit rotem Marmor mit Zopfdekor und teils vergoldeten Figuren Engel und die Hll. Leopold und Josef und das Giebelrelief Flucht nach Ägypten und zeigt das Altarbild Heilige Familie vom Maler Bartolomeo Altomonte und ein Vorsatzbild Madonna mit Kind in Strahlenkranzrahmung aus dem Anfang des 18. Jahrhunderts. Die Seitenaltäre mit Ädikularrahmungen haben Mensen mit Volutentabernakeln. Der linke Altar trägt die Figuren Theresa, Barbara und zeigt das Altarbild Anna, Maria, Josef vom Maler Johann Gottfried Auerbach aus dem 3. Viertel des 18. Jahrhunderts. Der rechte Altar trägt die Figuren Christophorus, Johannes Nepomuk und zeigt das Altarbild Theresa von Avila von Johann Gottfried Auerbach.
Das Orgelgehäuse ist aus 1821. Das Orgelwerk baute Gerhard Hradetzky (1987).